# Stenurella melanura
Stenurella melanura es una especie de insecto coleóptero de la familia Cerambycidae. Estos longicornios se distribuyen por el paleártico de Europa y el oeste de Asia.
Miden unos 6–10 mm. Son primaverales a estivales, florícolas.